# Clyde Stubblefield
Clyde Stubblefield (né le 18 avril 1943 à Chattanooga au Tennessee et mort le 18 février 2017 à Madison (Wisconsin)) est un batteur américain, surtout connu pour son travail avec James Brown.

## Biographie
Les enregistrements qu'il a réalisé avec James Brown sont considérés comme des standards du funk, particulièrement Cold Sweat, There Was a Time, I Got the Feelin', Say It Loud - I'm Black and I'm Proud, Ain't It Funky Now, Mother Popcorn, ainsi que l'album Sex Machine et le single Funky Drummer. Ce titre contient un solo de batterie de 20 secondes qui fait partie des morceaux les plus utilisés en tant que sample dans les morceaux de hip-hop,, mais pour cela il n'a touché aucune redevance,. Il est parfois qualifié à ce sujet de « the World's Most Sampled Drummer » (« le batteur le plus samplé au monde »), ou « batteur le plus samplé de l'histoire ».
Il rejoint le groupe de James Brown en 1965 à l'âge de 22 ans, et joue pour lui durant les six années qui suivent. Par la suite il se produit avec des musiciens tels que le clavier Steve Skaggs, le guitariste Cris Plata, le violiniste de jazz Randy Sabien, et enregistre avec Bootsy Collins, Maceo Parker et "Jabo" Starks.
Il réalise un album solo en 1997 intitulé The Revenge of the Funky Drummer, produit par Richard Mazda (en).
Il est nommé batteur de l'année en 1990 par le magazine Rolling Stone, et reçoit en 2013 une récompense de la firme Yamaha.
En 2009 il est en attente d'une greffe de poumon, et est sous dialyse. Ses amis musiciens organisent des collectes pour le soutenir financièrement et faire face aux importants frais médicaux.
Il meurt en février 2017 d'une insuffisance pulmonaire,.

## Discographie

### En tant que leader
- The Revenge of the Funky Drummer (1997)
- The Original Funky Drummer Breakbeat Album (2002)
- The Original (2003)

### En tant que co-leader
- Find the Groove (2001)
- Come Get Summa This (2006)

### En tant que sideman
avec Fred Wesley
- Funk for Your Ass (2008)

avec James Brown selected works
- Cold Sweat (1967)
- I Got the Feelin' (1968)
- It's a Mother (1969)
- Say It Loud – I'm Black and I'm Proud (1969)
- Sex Machine (1970)

avec The J.B.'s
- Bring the Funk on Down (1999)

avec Ben Sidran
- Don't Let Go (Blue Thumb, 1974)

avec Garbage
- Garbage (1995)